# Oh Yoko！
Oh Yoko!是由约翰·列侬写作并演唱的歌曲，1971年发行。这首歌被专辑Imagine收录，是专辑的第10首歌曲。这一首歌的主题是作者的妻子小野洋子。Nicky Hopkins与Phil Spector协助列侬完成了歌曲。这首歌的口琴部分由列侬演奏，
这首歌也是整张专辑的最后一首歌。

## 创作背景
列侬在1968年披头士印度之旅时便开始创作这首歌曲。不过这首歌曲并没有完全创作完成。这直到Imagine专辑进行收录歌曲时才创作完成（期间间隔3年）。这首歌的旋律是列侬由Lonnie Donegan的Lost John得到灵感而创作而成的。这首歌列侬相当喜欢，并且常常演奏。

## 影响
- 这首歌曲被1998年的电影Rushmore使用，主演是Bill Murray与Jason Schwartzman。
- 1973年，日本艺术家家田名網 敬一由这首歌曲创作出了一条动画短片。

## 创作人员
- 约翰列侬：主唱，口琴，电吉他
- Nicky Hopkins：钢琴
- Klaus Voormann：贝斯
- Alan White:架子鼓
- Phil Spector:和声
- Rod Linton,Andy Davis:吉他

## 相关链接
- Oh Yoko！的MV（页面存档备份，存于）